# Ерлихиоза
Ерлихиоза једана је од инфективних болести из групе зооноза коју на људе преносе крпељи. а узрокује је бактерија слична рикецијама из рода Ерлихија (Ehrlichia). Већина пријављених случајева је последица инфекције Е. Ehrlichia chaffeensis. 
Она је инфекција белих крвних зрнаца која погађа различите сисаре, укључујући мишеве, говеда, псе, јелене, коње, овце, козе и људе.
Ерлихије су обавезне интрацелуларне бактерије које изгледају као ситне инклузије у цитоплазми лимфоцита и неутрофила.
Инфекције се преносе на људе угризом крпеља, најчешће приликом контакта са животињама које носе смеђи псећи крпељ или јеленски крпељ. Већина случајева регистрована  је у југоисточним, централним и јужним деловима САД. За људе су патогене три врсте Ерлихија (E. chaffeensis Anaplasma phagocytophila-ranije E. phagocytophila и E. ewingii) које узрокује хуману моноцитну ерлихиозау и хуману гранулоцитни ерлихиозу.
Симптоми болести слични су онима код пегавца, изузев што осип има само мањи број болесника. Иако су неке инфекције асимптоматске, код већина оболелих клиничка слика се карактерише наглом појавом болести са температуром, грозницом, главобољом и малаксалошћу. Након инкубационог период болест обично почињући отприлике 12 дана од уједа крпеља. Код неких болесника избије макулопапуларни или петехијална осип који захвата труп и удове, иако Ерлихија ретко изазива осип. Могу се јавити болови у стомаку, повраћање, пролив, конвулзије и кома.
Укупно трајање болести није познато, а у овом тренутку нису пријављени хронични случајеви.

## Назив
Ерлихиоза је и општи назив који се користи за описивање болести које изазивају бактерије Ehrlichia chaffeensis, E. ewingii,  E. muris eauclairensis), које имају исте клиничке манифестације. Стога се термин ерлихиоза користи за више врста инфекција. 

## Микробиологија
Ehrlichia/Anaplasma су ситне (0,2-2 µм) интрацитоплазматске, грам-негативне бактерије које подсећају на Rickettsia; које се деле бинарном фисијом а размножавају у цитоплазми инфицираних белих крвних зрнаца. Кластери Ehrlichia се умножавају у вакуолама моноцита домаћина (фагозомима) да би формирали велике агрегате у облику дудинки званих моруле.
Инклузијска тела Ehrlichia, као што су моруле, видљива су у цитоплазми инфицираних мононуклеарних фагоцитних ћелија након 5-7 дана. Тип ерлихиозе који се развија варира и зависи од врсте бактерија и врсте инфицираних леукоцита. 
Хумана гранулоцитна анаплазмоза (ХГА), раније позната као хумана гранулоцитна ерлихиоза (ХГЕ), узрокована је Anaplasma phagocytophilum, која инфицира гранулоците. Насупрот томе, хумана моноцитна ерлихиоза (ХМЕ) изазива  Ehrlichia chaffeensis, која инфицира моноците.

### Карактеристике ХМЕ у односу на ХГЕ
|                      | Хумана моноцитна ерлихиоза (ХМЕ)                                 | Хумана гранулоцитна анаплазмоза (ХГА) |
| Захваћени тип ћелије | Моноцити                                                         | Гранулоцити |
| Организам            | E. chaffeensis                                                   | A. phagocytophilum |
| Вектор               | Amblyomma americanum (крпељ Лоне Стар)                           | Ixodes scapularis (црноноги крпељ), Ixodes pacificus (западни црноноги крпељ) у Калифорнији, Ixodes ricinus у Европи Ixodes persulcatus вероватно у деловима Азије |
| Локација             | Југоисточни и јужни централни делови Сједињених Америчких Држава | Висконсин и Минесота, мање активни у Њујорку и Конектикату, такође у Калифорнији                                                                                   |
| Осип                 | 30% одраслих, 60% деце                                           | Ретко |
| Прогноза             | ~3% морталитет                                                   | < 1% морталитет |

## Преношење болест
Угризом крпеља
Већина људи добија ерлихиозу након уједа зараженог крпеља.
- Ehrlichia chaffeensis и E. ewingii  преноси крпељ усамљена звезда ( Амбиломма америцанум ).
- Ehrlichia muris eauclairensis шири црноноги крпељ који је широко распрострањен у источним деловима Сједињених Америчких Државама, иако су случајеви пријављени само у Минесоти и Висконсину.

Трансфузијом крви
У ретким случајевима, врсте Ehrlichia могу се ширити трансфузијом крви.
- Показало се да Ehrlichia chaffeensis преживљава више од недељу дана у расхлађеној крви.
- Крвни производи се не прегледају рутински на присуство врсте Ehrlichia
- Иако  леукоредукција може смањити ризик од преношења Ehrlichia, она не елиминише узрочника.

Трансплантацијом органа
У ретким случајевима, врсте Ehrlichia могу се ширити и трансплантацијом органа. За сада су у САД пријављена само два случаја преноса Ehrlichia chaffeensis  путем трансплантације бубрега од заједничког донора.
Пацијенте који развију ерлихиозу у року од месец дана након трансфузије крви или трансплантације чврстих органа подлежу обавезном пријављивању државним здравственим службеницима ради хитне истраге.

## Епидемиологија
Географске разлике
Географске разлике случајева ерлихиозе у великој мери зависе од врсте Ehrlichia које су изазвале болест, па тако инфекције:
- E. chaffeensis и E. ewingii се јављају првенствено у јужно-централним, југоисточним и средњеатлантским државама Севербене Америке.
- E. muris eauclairensis јављале су се само код становника из Висконсина и Минесоте и код путника из те државе.

Врхунац преноса
Већина пријавњених случајева имала је почетак болести током летњих месеци са врхунцем у броју случајева који су се обично јављалиу јуну и јулу.

## Клиничка слика
Клинички знаци  и симптоми ерлихиозе обично почињу у року од 1-2 недеље након уједа зараженог крпеља. Уједи крпеља су обично безболни, а многи људи се не сећају да су их угризли крпељи.
Рани знаци болести
Рани знаци и симптоми (првих 5 дана болести) су обично благи или умерени и могу укључивати:
- Температуру и грозницу
- Јаку главобољу
- Болове у мишићима
- Мучнину, повраћање, пролив, губитак апетита
- Конфузију
- Осип који се јавља код 1 од 3 особе са ерлихиозом. Осип је чешћи код људи са E. chaffeensis  и генерално се чешће јавља код деце него код одраслих. Осип се обично развија 5 дана након почетка грознице. Ако особа развије осип, он може изгледати у облику црвених мрља или тачкица.

Касни знаци болести
Ако се антибиотски третман не одложи, ерлихиозу она понекад може изазвати тешки облик болести. Рани третман може смањити ризик од развоја тешког облика болести.
Знаци и симптоми тешке (касне фазе) болести могу укључивати:
- Оштећење мозга или нервног система (нпр упала мозга и околног ткива - менингоенцефалитис)[9]
- Респираторна инсуфицијенција
- Неконтролисано крварење
- Отказивање органа
- Смрт

Прогресија болести у великој мери варира од особе до особе и може зависити од старости пацијента, коморбидних стања, имунолошког статуса и времена лечења. Пацијенти који се лече рано могу се брзо опоравити амбулантним лечењем оралним антибиотицима, док онима који имају тежи ток могу бити потребни интравенски антибиотици, продужена хоспитализација или интензивна нега.
Клиничке карактеристике ерлихиоза E. ewingii и E. muris eauclairensis
Симптоми инфекција ерлихиозама E. ewingii and E. muris eauclairensis   су слични онима код Ehrlichia chaffeensis, иако су обично мање озбиљни. Гастроинтестинални симптоми су ређи код пацијената са ерлихиозом изазваном E. ewingii , а осип се ретко описује у случајевима E. muris eauclairensis. 
До данас, ни инфекције E. ewingii и E. muris eauclairensis нису биле повезане са смртним исходом.

### Пријављивање болести
Ерлихиоза је стање које подлеже обавезном пријавању епидемиолошкој служби на националном нивоу.  Правилно тестирање и пријављивање ерлихиозе су важни како би здравствени систем на глобалном нивоу установио колико је ова болест честа, где се јавља и како се токови болести мењају током времена.

## Дијагноза
Дијагноза ерлихиозе се прво поставља на основу клиничких знакова и симптома, а касније се може потврдити коришћењем специјализованих лабораторијских тестова. 
Ерлихиозу је често тешко дијагностиковати, посебно у раним стадијумима болести иако су рано препознавање и лечење засновано на клиничкој сумњи важни за спречавање тешке болести.
На основу добро узете анамнезе може се посумњати на ерлихиозу или друге болести које се преносе крпељима у случајевима неспецифичне фебрилне болести непознатог порекла, посебно током пролећних и летњих месеци када су крпељи најактивнији. У том смислу детаљно узета анамнеза и историја болести пацијента, требало би да укључује:
- Историју недавног уједа крпеља.[а]
- Изложеност подручјима у којима се крпељи обично налазе, укључујући шумовита подручја или грмљаста подручја са високом травом и лишћем.
- Историја путовања (домаће и међународне) у областима где је ерлихиоза ендемска.

Током дијагностике требало би имати у виду да се узнапредовала ерлихиоза може клинички помешати са болестима које се не преносе крпељима као што су менингоенцефалитис, сепса, синдром токсичног шока, гастроентеритис, хепатитис и малигни тумори крви.

### Лабораторијска дијагностика
Постоје различите лабораторијске методе за дијагнозу рикецијских болести. Методе се разликују по доступности, врсти и времену прикупљања узорака и  тумачење резултата. Молекуларне методе, као што су тестови ланчане реакције полимеразе (ПЦР), и серолошке технике, као што је тест индиректне имунофлуоресцентне антитела (ИФА), су најчешће доступне методе испитивања за рикецијалне болести и  од помоћи је за надзор болести и разумевање терета инфекције ерлихиозом.
- Дијагностичке тестове треба обавити на онима особама са болешћу која је клинички компатибилна са ерлихиозом.
- Оптимални дијагностички тест може зависити од времена у односу на појаву симптома и врсте узорака који су доступни за тестирање.
- Тестирање на ерлихиозу треба размотрити за сваку особу са компатибилном болешћу и познатим факторима ризика, као што је историја уједа крпеља.

#### Умножавање ланчане реакције полимеразом
Умножавање ланчане реакције полимеразом (ПЦР) се изводи на узорцима пуне крви. Ова метода је најосетљивија у првој недељи болести и смањује осетљивост након примене одговарајућих антибиотика (у року од 48 сати).
Иако је позитиван ПЦР резултат од помоћи, негативан резултат не искључује дијагнозу, а лечење не би требало обуставити због негативног резултата.
ПЦР се такође може користити за амплификацију ДНК у узорцима чврстог ткива и коштане сржи.

#### Серологија
Референтни стандардни серолошки тест за дијагнозу ерлихиозе је тест индиректне имунофлуоресценције (ИФА) на имуноглобулин Г (ИгГ). ИгГ ИФА тестове треба извршити на упареним узорцима акутног и реконвалесцентног серума који су сакупљени у размаку од 2-4 недеље да би се демонстрирао доказ четвороструке сероконверзије.
Титри антитела су често негативни у првој недељи болести. Ерлихиоза се не може потврдити коришћењем појединачних акутних резултата антитела.
ИФА тестови имуноглобулина М (ИгМ) такође могу бити понуђени у референтним лабораторијама, међутим, нису нужно показатељи акутне инфекције и могу бити мање специфични од ИгГ антитела.
Антитела, посебно ИгМ антитела, могу остати повишена код пацијената код којих не постоје други докази о недавној инфекцији рикециозом. Из ових разлога, само титри ИгМ антитела не би требало да се користе за лабораторијску дијагнозу.
Перзистентна антитела
Антитела против врсте Ехрлихиа могу остати повишена много месеци након што се болест реши. Поређење серолошких тестова у пару и у одговарајуће време даје најбољи доказ о недавној инфекцији.
Појединачни или неодговарајуће темпирани серолошки тестови, у вези са клиничком болешћу, могу довести до погрешног тумачења резултата.
Унакрсна реактивност
Блиско сродни организми, укључујући оне из родова Ехрлихиа и Анаплазма, деле сличне антигене тако да антитела усмерена на један од ових антигена могу унакрсно реаговати.
Већина комерцијалних лабораторија није у стању да направи разлику између врста Ерлихиа .
У областима које су ендемичне за ерлихиозу и анаплазмозу, ИФА који користи антиген из врста Ерлихиа и Анаплазма треба да се изводи упоредо.

#### Микроскопија размаза крви
- Током прве недеље болести, микроскопски преглед размаза периферне крви може открити моруле (микроколоније Ерлихије ) у цитоплазми белих крвних зрнаца и веома сугерише на дијагнозу.
  - E. chaffeensis најчешће инфицира моноците.
  - E. ewingii  чешће инфицира гранулоците.
  - Ниједна циљна ћелија није идентификована за E. muris eauclairensis.
- Преглед размаза крви је релативно неосетљив и на њега се не треба ослањати само за дијагнозу ерлихиозе. Запажање морула у одређеном типу ћелије не може у потпуности разликовати међу врстама Ерлихиа или између Ерлихиа и Анаплазме

## Терапија
Третман не треба одлагати до коначне дијагнозе или пријема резултата лабораторијских тестова или одмах обустављати на основу почетног негативног лабораторијског резултата. Умерено или тешко болесни пацијенти могу захтевати хоспитализацију ради дијагнозе и лечења. Рани третман је критичан, а лечење наставити  све док пацијент не буде афебрилан најмање 3 дана и/или 10-14 дана у зависности од тежине болести.
Доксициклин је лек избора за ерлихиозу и све друге рикецијске болести које се преносе крпељима. Лечење доксициклином се препоручује код пацијената свих узраста, укључујући децу млађу од 8 година.
Доксициклин је најефикаснији у спречавању развоја тешких компликација ако се започне у првој недељи болести, а грозница генерално нестаје у року од 24-48 сати. 
Недостатак клиничког одговора на доксициклин сугерише да стање пацијента можда није последица ерлихиозе или да може бити узроковано другим инфекцијама које не реагују на доксициклин. Отпорност на доксициклин или рецидиви симптома након завршетка препорученог трдетмана нису документовани.
Препоручени третман доксициклином може се спровести дозом која је за ерлихиозу:
- Одрасли: 100 mg сваких 12 сати
- Деца испод 45 kg 2,2 mg/kg телесне тежине два пута дневно

Пацијенте са сумњом на ерлихиозу треба лечити доксициклином најмање 3 дана након спуштања температуре и/или до доказа клиничког побољшања, а то је обично 5-7 дана.
Употреба доксициклина за лечење код сумње на рикецију код деце је стандардна пракса коју препоручују и ЦДЦ и Комитет за инфективне болести Америчке академије за педијатрију. Недавно истраживање  је показало да кратки интервали примене доксициклина (5-10 дана) нису довели до трајне пребојености зуба или хипоплазије глеђи. Користите доксициклин као третман прве линије за сумњу на ерлихиозу код пацијената свих узраста.
Употреба других антибиотика осим доксициклина повећава ризик од тешке болести и смрти пацијента.

### Други третмани
У случајевима по живот опасних алергија на доксициклин, тешке интолеранције на доксициклин и код неких трудница код којих је клинички ток ерлихиозе благ, лекари могу размотрити алтернативне антибиотике.
Чини се да је рифампин ефикасан против Ehrlichia chaffeensis  у лабораторијским условима, али није оцењен као алтернативна терапија у клиничком окружењу. Међутим, рифампин није ефикасан у лечењу РМСФ-а , болести која се може помешати са ерлихиозом.
Здравствени радници требало би да буду опрезни када истражују друге третмане осим доксициклина, који је веома ефикасан у лечењу више болести које се преносе крпељима, укључујући ерлихиозу, анаплазмозу, лајмску болест и пегаву грозницу Стеновитих планина (РМСФ).

### Доксициклин као профилакса
- Тренутно се антибиотска профилакса након уједа крпеља не препоручује да би се спречила ерлихиоза.
- Људи које је угризао крпељ требало би да прате евентуалну појаву знакова и симптома болести и одмах посете свог лекара ако се температура, осип или други симптоми развију у року од 2 недеље од уједа крпеља.